# Le Costume du mort
Le Costume du mort (titre original : Heart-Shaped Box,) est un roman fantastique abordant les sous-genres de l'horreur et des histoires de fantômes. Il est écrit par Joe Hill, publié en anglais américain en 2007 et traduit en français en 2008 dans la collection Thrillers des Éditions Jean-Claude Lattès. Il s'agit du premier roman de l'auteur.
Ce roman suit la lutte du chanteur de hard rock Judas Coyne et de sa compagne Georgia face à un fantôme mortellement dangereux. Joe Hill place son histoire dans les États de la Côte Est des États-Unis et dans le milieu de la musique américaine.
Le Costume du mort a reçu le prix Bram Stoker du meilleur premier roman 2007 et le prix Locus du meilleur premier roman 2008.

## Résumé

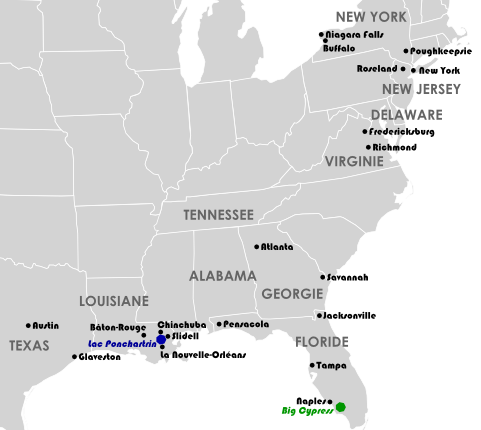
Les lieux cités.

Le roman est divisé en cinquante-sept chapitres qui sont répartis en quatre sections (Chien noir, En route, Coups et blessures et En vie).
L’intrigue se déroule aux États-Unis, notamment dans les États de Louisiane, Floride, Géorgie, Virginie et New York :
Judas Coyne, leader cinquantenaire d'un groupe de Hard rock, collectionne par provocation les objets macabres les plus divers. Un jour, il achète sur internet le costume d'un défunt prétendument attaché au fantôme de son porteur de jadis. Il tombe alors dans le piège tendu par la famille de son ancienne compagne, Anna, une groupie d'une vingtaine d'années qui vient de se suicider. Le beau-père d'Anna, Craddock McDermott, ancien médium radiesthésiste récemment décédé, entame en effet une vengeance envers Judas qu'il considère comme étant pleinement responsable de la mort de sa belle-fille. Une traque mortelle s'engage alors entre Judas et le fantôme de Craddock.

## Personnages
- Personnages principaux
  - Judas « Jude » Coyne, né Justin Cowzynski : Il est originaire de la petite ville de Moore's Corner[Note 3] en Louisiane, il devient le leader du groupe de hard rock à succès Jude's Hammer. Il habite dans une magnifique demeure à Piecliff[Note 4], près de Poughkeepsie dans l'État de New York. Il a cinquante-quatre ans.
  - Craddock « Pop » James McDermott : C'est le beau-père d'Anna May et Jessica McDermott. Ancien militaire, il étudie l'hypnose et l'occultisme et devient ainsi médium. Il décède peu de temps avant le début du roman.
  - Georgia alias Morphine, née Marybeth Stacy Kimball : Elle est originaire de Crickets[Note 3] dans l'État de Géorgie. Elle devient strip-teaseuse à New York. C'est la compagne actuelle de Judas. Il l'a rencontré une semaine après avoir rompu avec Anna May.

- Personnages secondaires
  - Alabama « Bammy » Fordham : C'est la grand-mère de Georgia. Elle habite à Crickets[Note 3] dans l'État de Géorgie. Après avoir été jetée dehors par son père, Georgia habita un temps chez sa grand-mère.
  - Arlene Wade : C'est la belle-sœur de la mère de Judas. Elle a 69 ans et est une ancienne infirmière. Elle s'occupe du père de Judas qui est en fin de vie.
  - Daniel « Danny » Wooten : Un jeune homme de 30 ans, originaire de Californie du Sud. C'est le secrétaire particulier de Judas. Il habite à Woodstock dans l'État de New York.
  - Dizzy : Un membre du groupe de Judas qui est mort six ans plus tôt du SIDA.
  - Florida, née Anna May McDernott : Elle est originaire de Testament[Note 3] dans l'État de Floride. C'est l'avant-dernière compagne de Judas. Elle s'est suicidée peu après sa rupture avec Judas.
  - George Ruger : Un vendeur de voiture qui est le père d'une amie d'enfance de Georgia. Il devient également le premier amant de celle-ci.
  - Herbert « Herb » Gross : C'est le manager de Judas.
  - Jérôme Presley : Un membre du groupe de Judas qui est mort six ans plus tôt dans un accident de voiture.
  - Jessica Price née Jessica McDernott : C'est la grande sœur de Floridia. Elle seconde son beau-père Craddock dans son activité de médium. Jessica rend Judas responsable du suicide de sa sœur.
  - Martin Cowzinski : C'est le père de Judas, agriculteur rustre de Moore's Corner en Louisiane près de la frontière avec la Floride. Il est en fin de vie.
  - Nancy « Nan » Shreve, C'est l'avocate de Judas. Elle a quarante-six ans et est originaire du Tennessee. C'est une ancienne maîtresse de Judas.
  - Quinn : C'est l'inspecteur de police chargé d'enquêter sur la mort de Martin Cowzinski.
  - Reese Price : C'est la fille de Jessica. Elle a une douzaine d'années.
  - Les chiens : Angus et Bon qui sont les bergers allemands de Judas au début du roman[1], Clinton et Rather qui sont les chiens de Martin Cowzinski[2] et Jimmy et Robert, les chiots de Judas à la fin du roman[3].

- Personnages mineurs

Plusieurs personnages mineurs sont mentionnés dans le roman :  Beam l'inspecteur de police chargé d'enquêter sur le suicide de Danny, Christine, l'ex-femme de Jérôme Presley, Freddy, le cousin de Sheryll Jane, Jeffery, le voisin de Martin Cowzinsk, Jimmy Elliott, un ami d'enfance de Judas, Kenneth « Kenny » Morlix, le batteur du groupe de Judas, Newland, le médecin du père de Judas, Nguyen Trung, un chiromancien Viet-Cong pendant la guerre du Viêt Nam, Paula Joy Williams, la mère d'Anna May et Jessica décédée en 1986, Pete Wade, l'oncle de Judas et mari d'Arlene, Philip, le premier petit ami d'Anna May, Roy Hayer, un professeur de biologie à la retraite porté disparu, Ruth, la sœur jumelle de Bammy, Sheryll Jane, une amie d'enfance de Georgia et Shannon Cowzynski, l'ex-femme de Judas.